# Шарлотт Мюге
Шарлотт Мюге (нім. Charlotte Mühe, 24 січня 1910 — 10 січня 1981) — німецька плавчиня.
Призерка Олімпійських Ігор 1928 року.
Призерка Чемпіонату Європи з водних видів спорту 1927 року.